# Michiel Kramer
Michiel Kramer, né le 3 décembre 1988 à Rotterdam aux Pays-Bas, est un footballeur néerlandais qui joue au poste d'attaquant au RKC Waalwijk.

## Biographie

### NAC Breda - FC Volendam
Kramer rejoint le FC Volendam en juin 2009 après avoir quitté l'un de ses clubs formateurs, le NAC Breda. Il marque son premier but avec Volendam le 4 décembre 2009, lors d'un match à l'extérieur face au FC Emmen. Ce match se solde par une victoire de son club sur le score de 4-2, avec trois buts de Michiel Kramer.

### ADO La Haye
En 2013, il s'engage pour le club d'ADO La Haye. L'année suivante, durant la saison 2014-2015, il est très efficace sur le terrain en marquant 17 buts, et en terminant troisième meilleur buteur de la saison.

### Feyenoord Rotterdam
Le 7 août 2015, Kramer rejoint le Feyenoord Rotterdam. Il fait ses débuts le 16 août 2015 lors d'un match à l'extérieur contre le SC Cambuur, entrant en cours de match à la 62e minute. Le score étant toujours à 0-0, il ouvre le score 15 minutes après son entrée en jeu, marquant donc ses débuts pour assurer une victoire de 2-0. 
Le 31 janvier 2018, Kramer est libéré de son contrat.

### Sparta Rotterdam
Le 12 février 2018, Kramer signe un contrat pour le reste de la saison avec le Sparta Rotterdam.
Ce contrat est rompu le 19 avril 2018 à la suite du carton rouge reçu par Kramer lors de la défaite 7 buts à 0 contre le Vitesse Arnhem pour avoir donné un coup de pied au jour adverse, Alexander Büttner. Kramer n'a disputé que huit matchs avec le Sparta Rotterdam.

### Poursuite de sa carrière
Le 30 mai 2018, il est annoncé que Kramer poursuit sa carrière au Maccabi Haïfa. Lors de son premier match en Israël, Kramer est suspendu pour langage grossier.
Il s'engage au Football Club Utrecht en 2019.

## Palmarès
- Feyenoord Rotterdam
  - Championnat des Pays-Bas en 2017
  - Vainqueur de la Coupe des Pays-Bas en 2016 et 2018
  - Vainqueur de la Supercoupe des Pays-Bas en 2018